# Softrock
Softrock (ook bekend als light rock of easy rock) is een muziekgenre waarin dezelfde technieken als binnen de rockmuziek worden gebruikt, maar in mindere mate.
De zangstemmen zijn in softrock vaak hoger gestemd en de teksten gaan vaak over liefde, het alledaagse leven en relaties. 

## Geschiedenis
Softrock ontstond in de jaren 60 als reactie op de Hard Rock en Beat Group. In de jaren die volgden, werd de stroming enorm populair; enkele radiostations draaiden alleen nog maar softrock. Zelfs bands (Fleetwood Mac, Chicago) die voorheen rockmuziek maakten, gingen nu softrock maken. In de jaren 80 verloor de stroming aan populariteit, maar toch zijn er ook tegenwoordig nog artiesten die de muziek maken.

## Artiesten
Enkele artiesten uit het genre softrock:
- America
- Association
- Tommy James and the Shondells
- Bread
- The Flying Machine
- The Zombies
- Dave Clark Five
- Hollies
- Cyrcle
- Harpers Bizarre

- Searchers
- Albert Hammond
- Herman's Hermits
- The Lemon Pipers (in principie is dit Bubblegum)
- Billy Joel
- Elton John
- Bee Gees
- Paul McCartney
- The Script
- Simon & Garfunkel
- Eels